# Karl August Joseph Friedrich von Bose
Karl August Joseph Friedrich von Bose (* 28. März 1763 in Helba; † 10. Juli 1826 in Salzbrunn) war ein königlich-sächsischer Generalmajor und später preußischer Generalleutnant.

## Leben

### Herkunft
Karl August Joseph Friedrich entstammte der mitteldeutschen Adelsfamilie von Bose, die ursprünglich zum Uradel des Hochstifts Merseburg gehörte. Sein Vater Johann Friedrich Wilhelm von Bose (1719–1781) kam aus der thüringischen Linie der Familie und war Herr auf Helba. Er stand als Oberstleutnant in fürstlich sachsen-meininger Diensten. Seine Mutter war Ernstine Katharina Josepha, geborene von Dresler und Scharfenstein.

### Militärkarriere
Bose trat am 1. März 1774 in das kursächsische Kadettenkorps in Dresden ein. Am 23. November 1778 wurde er zum Korporal, am 16. Januar 1781 zum Sousleutenant und am 30. August 1789 zum Premierleutnant in der sächsischen Leibgrenadiergarde befördert. Während des Ersten Koalitionskrieges kämpfte er 1794/95 gegen die französischen Revolutionstruppen unter anderen in der Schlacht bei Kaiserslautern (28. und 30. November 1793) und dem Gefecht bei Hornburg. Am 27. September 1800 erfolgte seine Beförderung zum Hauptmann in der Leibgrenadiergarde. 
In Österreichs Krieg gegen Frankreich gehörte 1809 die Sächsische Armee zu den Rheinbundtruppen Napoleons. Bose, seit 20. März 1809 Major, nahm an den Gefechten bei Linz und Nußdorf teil. In der folgenden Schlacht bei Wagram am 5. und 6. Juli 1809 konnte er sich besonders auszeichnen und erhielt das Ritterkreuz des Militär-St.-Heinrichs-Ordens. Am 31. Oktober 1810 wurde Bose zum Oberstleutnant und Flügeladjutanten und am 12. Mai 1811 zum Oberst und Generaladjutanten des sächsischen Königs Friedrich August I. ernannt. Im März 1813 wurde ihm das Kommando über das 2. leichte Infanterie-Regiment übertragen. Mit Beginn des Frühjahrsfeldzuges 1813 wurde Bose Kommandeur der 2. Brigade und am 21. September 1813 zum Generalmajor ernannt. Als solcher kämpfte er in den Schlachten bei Großgörschen (2. Mai 1813), Bautzen (20. und 21. Mai 1813), Reichenbach (22. Mai 1813), Dennewitz (6. September 1813) und der Völkerschlacht bei Leipzig (16. bis 19. Oktober 1813) gegen Preußen und dessen Verbündete. 
Nachdem Bose im Januar 1815 bei König Friedrich Wilhelm III. um Aufnahme in preußische Dienste gebeten und am 13. März 1815 den gewünschten Abschied aus sächsischen Diensten erhalten hatte, übernahm ihn die Preußische Armee als Generalmajor mit zurückdatiertem Patent vom 28. Dezember 1813. Am 23. Mai 1815 wurde er Kommandeur der 8. Infanterie-Brigade beim II. Armee-Korps. Er kämpfte mit Auszeichnung während des Feldzuges 1815 in Belgien, so unter anderem in den Schlachten bei Ligny (16. Juni 1815) und Waterloo (18. Juni 1815), sowie bei der Belagerung französischer Festungen. Am 30. Oktober 1815 erhielt Bose für vom preußischen König seine Verdienste eine Dotation von 2000 Talern. Im November 1815 wurde er Inspekteur der Landwehr im Regierungsbezirk Kleve. Am 16. Januar 1818 erhielt Bose den Roten Adlerorden III. Klasse und wurde im Februar 1820 zum Kommandanten der Festung Schweidnitz in Schlesien ernannt. Seine Beförderung zum Generalleutnant erfolgte am 30. März 1820 mit Patent vom 3. April 1820. 
Seinen Abschied mit Pension gewährte der König Bose am 13. Juni 1825 unter Verleihung des Roten Adlerordens I. Klasse. Bereits ein Jahr später, am 10. Juli 1826 im Alter von 63 Jahren, verstarb Bose in Salzbrunn in Schlesien. Friedrich Wilhelm III. bewilligte der Witwe am 18. Dezember 1826 eine Pension von jährlich 300 Talern.

### Familie
Bose verheiratete sich am 4. Dezember 1801 in Wenigensömmern mit Friederike Dorothee Christiane, geborene von Kühn, geschiedene von Mandelsloh (* 26. Dezember 1774; † 28. Juni 1849). Aus der Ehe gingen ein Sohn und eine Tochter hervor:
- Karl August (* 29. Juni 1809; † 7. März 1851), Leutnant ⚭ Johanna Josephine Kob
- Johanna Elisabeth Isidore (* 4. Dezember 1810; † 23. März 1871)

⚭ 8. Juli 1830 Ludwig Graf von Zech und Burkersroda († 10. September 1839)
⚭ 8. Juli 1843 Georg Rudolf von Gersdorff (* 26. Dezember 1804; † 28. Juni 1894), königlich sächsischer Oberhofmarschall